# Rio Bayano
O Rio Bayano (também conhecido como rio Chepo) é um rio centro-americano que banha o leste do Panamá. Possui 206 km de extensão, nasce na Cordilheira de San Blas e deságua no Golfo do Panamá.